# Paper Walls
Paper Walls è il sesto album degli Yellowcard, il terzo e ultimo registrato sotto etichetta Capitol Records.
Il primo annuncio di questo lavoro comparve sul sito ufficiale del gruppo il 16 ottobre 2006. La pre-produzione dell'album cominciò in quello stesso mese, mentre le sessioni di registrazione ebbero luogo tra gennaio e marzo del 2007. In questo periodo la band presentò in anteprima delle canzoni del nuovo album suonandole dal vivo in alcuni concerti.
Il 22 maggio 2007 fu rivelata la copertina del nuovo album, e fu annunciato che sarebbe stata pubblicata anche una versione speciale, con un dvd contenente due tracce esclusive, i dietro le quinte e gallerie fotografiche. Infine, tra il 10 e il 12 luglio 2007, il gruppo ha dato la possibilità a tutti i fan di ascoltare in anteprima, dalla sua pagina su MySpace, ogni singola canzone del nuovo album.
Il primo e unico singolo estratto dall'album è stato Light Up the Sky. Il secondo singolo avrebbe dovuto essere Keeper, ma anche a causa delle difficoltà finanziarie della Capitol, esso non fu mai distribuito. Le stesse difficoltà finanziarie, unite all'insuccesso del precedente disco Lights and Sounds, sono state alla base della scarsissima promozione effettuata dalla Capitol per quest'album.

## Antefatti
Dopo l'insuccesso di pubblico di Lights and Sounds, la band ha cercato di correggere il tiro e tentato di ricreare l'energia che possedeva il predecessore Ocean Avenue, maturata però con l'esperienza più oscura dell'album del 2006.

## Tracce
Testi di Ryan Key, musiche di Yellowcard.
1. The Takedown – 3:37
2. Fighting – 3:01
3. Shrink the World – 3:20
4. Keeper – 3:55
5. Light Up the Sky – 3:39
6. Shadows and Regrets – 3:59
7. Five Becomes Four – 3:30
8. Afraid – 3:13
9. Date Line (I Am Gone) – 3:22
10. Dear Bobbie – 4:14
11. You and Me and One Spotlight – 3:57
12. Cut Me, Mick – 3:34
13. Paper Walls – 4:28

Tracce bonus nella versione iTunes
1. Gifts and Curses (Live acoustic)
2. How I Go (Live acoustic)
3. Bombers

## Formazione
- Ryan Key
- Peter Mosely
- Sean Mackin
- Ryan Mendez
- Longineu W. Parsons III

## Classifiche
L'album ha esordito al 13º posto della Billboard 200, compiendo un passo indietro rispetto al predecessore che si era classificato quinto. Si è poi classificato al 6º posto nella classifica degli album rock, al 5º in quella alternative e al 46º in quella degli album digitali.
In Australia l'album si piazza al 25º posto della classifica generale, scendendo poi al 44º nella seconda settimana.
| Classifica (2007)         | Posizione massima |
| ------------------------- | ----------------- |
| Australia                 | 25                |
| Stati Uniti               | 13                |
| Stati Uniti (alternative) | 5                 |
| Stati Uniti (rock)        | 6                 |
| Stati Uniti (digital)     | 46                |

## Curiosità
- La canzone Paper Walls, come già View from Heaven in Ocean Avenue e How I Go in Lights and Sounds, contiene una partecipazione speciale (in questo caso un coro di voci femminili).
- Il brano Dear Bobbie è un omaggio al nonno del cantante Ryan Key. Durante l'ascolto è possibile sentire la voce del nonno ottantasettenne leggere un brano di una lettera d'amore.
- Le canzoni Shadows and Regrets e Five Becomes Four pare siano state scritte in riferimento all'ex chitarrista del gruppo, Ben Harper, cui fu chiesto di lasciare il gruppo all'inizio del 2006. Secondo alcuni, invece, Shadows and Regrets è dedicata a Scott Shad, ex batterista degli Inspection 12 e amico di Ryan Key, che morì in un incidente stradale (anche se già View from Heaven, dell'album Ocean Avenue, era dedicata a lui).
- In questo album gli Yellowcard, facendo seguito alle numerose lamentele dei fan, hanno fatto un uso maggiore del violino rispetto al predecessore Lights and Sounds.
- Durante la fase di registrazione sono stati realizzati dieci brevi filmati che mostrano il lavoro nel backstage. Essi sono stati in seguito resi pubblici sulla pagina MySpace della band.
- La canzone The Takedown è stata inserita nella tracklist di Guitar Hero: Van Halen.
- Fighting compare nella colonna sonora di Madden NFL 08.
- Light Up the Sky parla di una ragazza che piaceva a Ryan all'epoca dell'uscita dell'album, la quale conduceva uno stile di vita "estremo"; come suggerito nel testo, il cantante voleva essere per lei una sorta di punto fisso e fonte di tranquillità "in mezzo a tutto il rumore".[7]